# Georg Unné

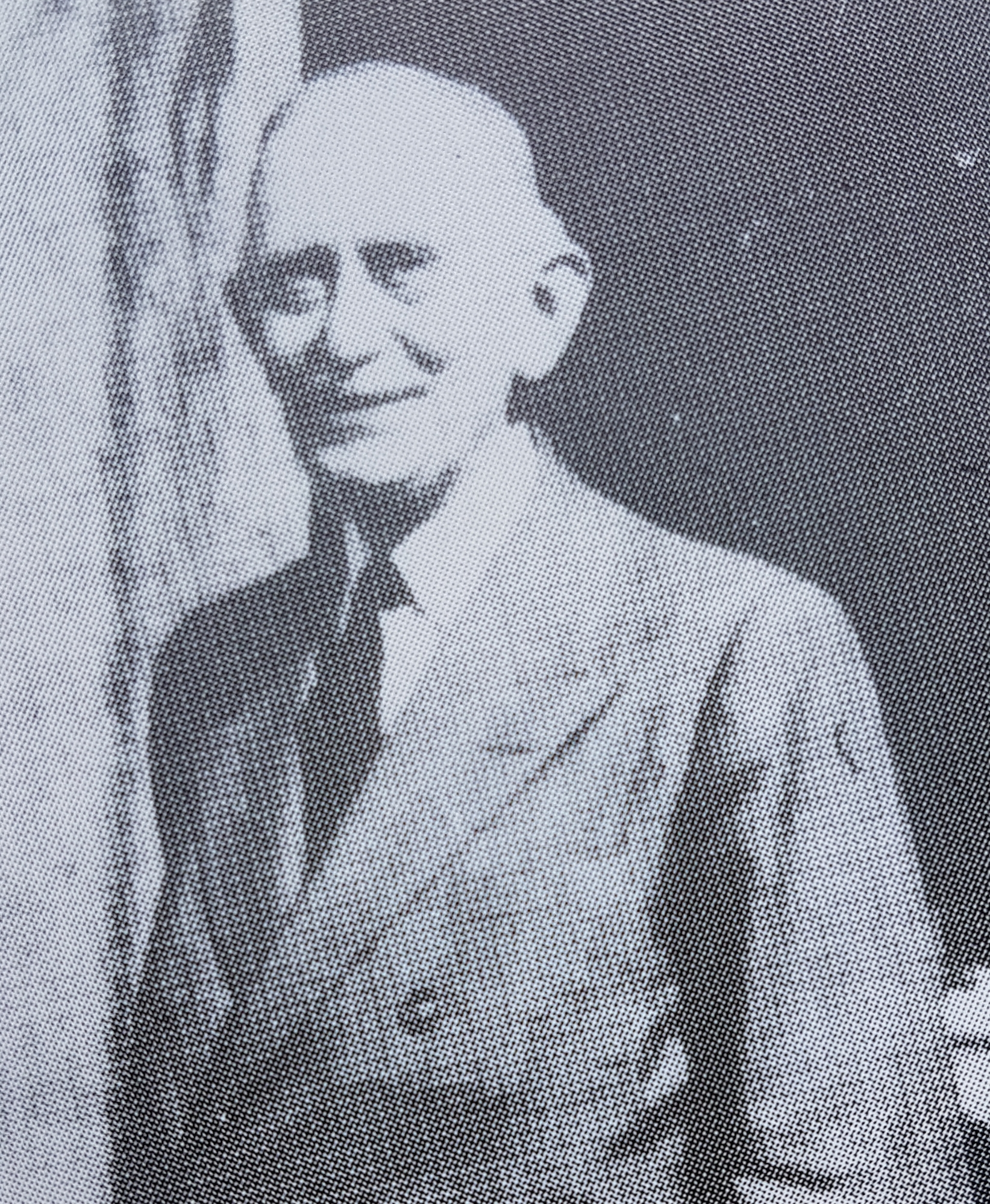
Georg Unné

Georg Unné, född 27 maj 1877 i Kristianstad, död 11 oktober 1960 i Frankrike, var en svensk civilingenjör.
Efter studentexamen i Lund fortsatte han studierna vid den elektrotekniska fakulteten vit Tekniska Högskolan i Stockholm. Efter studierna arbetade han två år för Luth & Rosén. 1899 flyttade han till Frankrike för att arbeta vid Societé Anonyme Westinghouse i Le Havre och Paris. 1907 väcktes hans flygintresse och han kom så småningom att anställas av Émile Salmson som ingenjör. Han inledde där ett samarbete med den franske ingenjören George Canton med olika flygplan och flygmotorexperiment. Deras första flygmotor var en liggande, vattenkyld stjärnmotor med ovanpåliggande svänghjul med en vinkelväxel för propellern. Motorn användes vid försök av en egen flygplanskonstruktion utanför Le Havre. Den 13 oktober 1909 blir han den förste svensk att flyga i ett flygplan. Det finns obekräftade uppgifter på att han flugit redan 1908. Men med flygplanet "Jaune et Bleu" (Gul och Blå) gjorde han flera hopp den 23 september men stod på näsan och flygplanet måste repareras. Den lyckade flygningen 1909 var på 800 meter. Påskdagen 1910 havererade flygplanet. Han medverkade i Svenska Aeronautiska Sällskapets flygvecka 1910 med ett monoflygpan av egen konstruktion. Under första världskriget växte Societé des Moteurs Salmson till en av Frankrikes ledande flygplan- och flygmotortillverkare. Efter Salmson död 1917 övertog Unné ledningen av företaget.
På Flygvapenmuseum finns en Canton-Unné flygmotor typ M utställd.